# Eriospermum alcicorne
Eriospermum alcicorne är en sparrisväxtart som beskrevs av John Gilbert Baker. Eriospermum alcicorne ingår i släktet Eriospermum och familjen sparrisväxter. Inga underarter finns listade i Catalogue of Life.